# Cocco di mamma
Cocco di mamma è un programma televisivo di intrattenimento andato in onda ogni giovedì sera dal 9 luglio al 24 settembre 1998 in prima serata su Raiuno, in diretta dalla discoteca Bandiera gialla di Rimini, con la conduzione di Carlo Conti.

## Caratteristiche
La regia della trasmissione era di Paolo Beldì sulla scia di Su le mani e di Va ora in onda, trasmissioni estive in onda nelle due estati precedenti.
La conduzione era affidata a Carlo Conti, affiancato da Natasha Hovey e Sabrina Salerno, che cantava la sigla del programma e si esibiva in medley musicali; le musiche erano dell'orchestra diretta da Pinuccio Pirazzoli.
All'interno del programma intervenivano spesso i comici Vito, Niki Giustini e Alessandro Paci.
La trasmissione consisteva nella gara fra cinque giovani fra i 18 ed i 25 anni che ogni settimana si sfidavano in varie prove per conquistare il titolo di Cocco di mamma, vale a dire di fidanzato ideale, scelto però non da giovani ragazze bensì dalle loro madri, infatti la giuria era composta da signore cinquantenni, da cui il titolo del programma.